# Partit Andalús de Catalunya
El Partit Andalús de Catalunya va sorgir a mitjan dècada del 1980, per arreplegar el vot de l'emigració andalusa a Catalunya. Va tenir una existència efímera i a les primeres eleccions autonòmiques catalanes va incorporar a les llistes Federico Jiménez Losantos.